# Ortopinakiolita
L'ortopinakiolita és un mineral de la classe dels borats que pertany i dona nom al grup de l'ortopinakiolita. El seu nom prové del fet que és el dimorf ortoròmbic de la pinakiolita.

## Característiques
L'ortopinakiolita és un borat de fórmula química Mg₂Mn3+O₂(BO₃). Cristal·litza en el sistema ortoròmbic en forma de cristalls aciculars. La seva duresa a l'escala de Mohs és 6.
Segons la classificació de Nickel-Strunz, la ortopinakiolita pertany a «06.AB: borats amb anions addicionals; 1(D) + OH, etc.» juntament amb els següents minerals: hambergita, berborita, jeremejevita, warwickita, yuanfuliïta, karlita, azoproïta, bonaccordita, fredrikssonita, ludwigita, vonsenita, pinakiolita, blatterita, chestermanita, takeuchiïta, hulsita, magnesiohulsita, aluminomagnesiohulsita, fluoborita, hidroxilborita, shabynita, wightmanita, gaudefroyita, sakhaïta, harkerita, pertsevita-(F), pertsevita-(OH), jacquesdietrichita i painita.

## Formació i jaciments
L'ortopinakiolita és una espècie mineral molt rara formada en petits filons en dolomia granular en un jaciment transformat de Fe-Mn. Va ser descoberta a la localitat minera de Långban, al municipi de Filipstad (Comtat de Värmland, Suècia). Es tracta de l'únic indret on ha estat trobada aquesta espècie mineral.

## Grup de l'ortopinakiolita
El grup de l'ortopinakiolita està format per quatre espècies de minerals borats.
| Espècie         | Fórmula                       |
| --------------- | ----------------------------- |
| Blatterita      | Sb3+ 5Mn3+ 9Mn2+ 35(BO₃)16O32 |
| Chestermanita   | Mg₂(Fe3+,Mg,Al,Sb5+)O₂(BO₃)   |
| Ortopinakiolita | Mg₂Mn3+O₂(BO₃)                |
| Takeuchiïta     | Mg₂Mn3+O₂(BO₃)                |